# Daniel Ściślak
Daniel Ściślak (ur. 13 marca 2000 w Jastrzębiu-Zdroju) – polski piłkarz występujący na pozycji pomocnika w drużynie Rekord Bielsko-Biała. Wychowanek Jaroty Jarocin, występował również w FK Pohronie, Chojniczance Chojnice i Polonii Bytom. Młodzieżowy reprezentant Polski.